# Scelloides conspicuus
Scelloides conspicuus är en tvåvingeart som beskrevs av Octave Parent 1933. Scelloides conspicuus ingår i släktet Scelloides och familjen styltflugor. Inga underarter finns listade i Catalogue of Life.